# 美国国家安全档案馆
美国国家安全档案馆（英語：National Security Archive）是一个独立于美国政府的研究机构。自1985年创建以来，档案馆专门收录并出版通过《信息自由法》（FOIA）收集到的解密文件。档案馆是非营利公共机构，通过收取版权费、基金和个人捐款支持其出版业务，不接受政府的资助。通过对FOIA的熟练运用，档案馆已经建立起了被《基督教科学箴言报》称之为“除美国政府之外的、当代最大的、解密的美国国家安全档案信息库”。